# Троицкая улица (Москва)
Тро́ицкая у́лица — улица в центре Москвы в Мещанском районе Центрального административного округа между Самотёчной площадью и Мещанской улицей.

## Происхождение названия
Название дано по храму Живоначальной Троицы, что в Троицкой слободе, который известен с XVI века. Троицкая слобода, или Троицкая Неглинская (Неглименская) слобода, находилась с XVII века на землях, принадлежавших Троице-Сергиеву монастырю. Название Троицкой улицы, главной улицы слободы, известно с XVIII века. Ныне рядом с этой улицей, во 2-м Троицком переулке, находится подворье Троице-Сергиевой лавры.

## Расположение
Троицкая улица начинается тупиком, к которому ведёт пешеходная дорожка от Самотёчной площади в начале Олимпийского проспекта, проходит на восток вдоль Садового кольца, слева от неё отходят 2-й Троицкий переулок и переулок Васнецова, заканчивается на Мещанской улице. Дом 9 стоит поперёк улицы и перегораживает её сразу за 2-м Троицким переулком.
До прокладки Олимпийского проспекта улица начиналась непосредственно от Самотёчной площади, от примыкания к ней Самотёчной улицы и Самотёчного проезда. Ещё раньше у начала улицы был Самотёчный пруд. Позднее начальный участок улицы был снесён.

## Примечательные здания
По чётной стороне:
- Дом 6 (альтернативный адрес: Садовая-Сухаревская улица, дом 5/6, строение 2) — бывший дом мещанина Николая Павловича Океанова (Акиянова), с 1903 года — Правдиной (в 1908 г. перестроен под доходный дом, арх. А. А. Галецкий, А. В. Правдин), а с 1910-го — С. А. Капцова, заявлен к постановке на государственную охрану[1].

По нечётной стороне:
- Дом 7/1, строение 1 — воссозданный деревянный жилой дом постройки 1820-х годов, заявлен к постановке на государственную охрану[1]. Ныне размещается историко-художественный музей «У Троицы».
- Дом 7/1, строение 2 — НПО Эколандшафт.
- Дом 7, строение 4 — ГК Корпорация "ГазЭнергоСтрой".
- Дом 9 — жилой дом, построенный в 1991 году для работников Большого театра. Занимает обе стороны улицы, проезжая часть улицы проходит в арке дома. У дома в 2013 году произошло покушение на балетмейстера Сергея Филина.
- Дом 13 — жилой дом. Здесь жил архитектор и реставратор Ф. Ф. Горностаев.
- Дом 21 — бывший жилой дом купца Бучимова, построен в 1900 году, заявлен к постановке на государственную охрану[1] Рядом в том же владении до 1960-х годов располагался деревянный дом историка Москвы И. М. Снегирёва.[2]